# Olympische Sommerspiele 1936/Rudern – Doppelzweier
Die Ruderregatta im Doppelzweier der Männer bei den Olympischen Sommerspielen 1936 fand vom 12. bis 14. August auf der Regattastrecke Berlin-Grünau statt.
Olympiasieger wurde das britische Duo Jack Beresford und Leslie Southwood.

## Vorläufe
Das Siegerboot der beiden Vorläufe qualifizierte sich jeweils direkt für das Finale. Alle weiteren Boote mussten im Halbfinale teilnehmen.

### Vorlauf 1
| Rang | Athleten                    | Nation             | Zeit (min) |
| ---- | --------------------------- | ------------------ | ---------- |
| 1    | André Giriat Robert Jacquet | Frankreich         | 6:46,5     |
| 2    | Roger Verey Jerzy Ustupski  | Polen              | 6:50,0     |
| 3    | Károly Bazini Egon Bazini   | Ungarn             | 6:51,9     |
| 4    | Bill Dixon Herb Turner      | Australien         | 6:55,6     |
| 5    | John Houser Bill Dugan      | Vereinigte Staaten | 6:55,6     |
| 6    | Vladimír Vaina Josef Straka | Tschechoslowakei   | 7:07,2     |

### Vorlauf 2
| Rang | Athleten                          | Nation          | Zeit (min) |
| ---- | --------------------------------- | --------------- | ---------- |
| 1    | Willi Kaidel Joachim Pirsch       | Deutsches Reich | 6:41,0     |
| 2    | Jack Beresford Leslie Southwood   | Großbritannien  | 6:44,9     |
| 3    | Kurt Haas Eugen Studach           | Schweiz         | 6:56,9     |
| 4    | Vid Fašaić Drago Matulaj          | Jugoslawien     | 7:17,7     |
| 5    | Fritz Moser Hermann Kubik         | Österreich      | 7:21,1     |
| 6    | Adamor Gonçalves Paschoal Rapuano | Brasilien       | 7:26,3     |

## Halbfinale
Die zwei schnellsten Boote der beiden Läufe qualifizierten sich für das Finale.

### Halbfinale 1
| Rang | Athleten                          | Nation     | Zeit (min) |
| ---- | --------------------------------- | ---------- | ---------- |
| 1    | Bill Dixon Herb Turner            | Australien | 7:58,8     |
| 2    | Roger Verey Jerzy Ustupski        | Polen      | 8:02,8     |
| 3    | Károly Bazini Egon Bazini         | Ungarn     | 8:05,2     |
| 4    | Kurt Haas Eugen Studach           | Schweiz    | 8:06,2     |
| 5    | Adamor Gonçalves Paschoal Rapuano | Brasilien  | 8:30,2     |

### Halbfinale 2
| Rang | Athleten                        | Nation             | Zeit (min) |
| ---- | ------------------------------- | ------------------ | ---------- |
| 1    | Jack Beresford Leslie Southwood | Großbritannien     | 7:48,0     |
| 2    | John Houser Bill Dugan          | Vereinigte Staaten | 8:02,8     |
| 3    | Vladimír Vaina Josef Straka     | Tschechoslowakei   | 8:07,2     |
| 4    | Vid Fašaić Drago Matulaj        | Jugoslawien        | 8:22,8     |
| 5    | Fritz Moser Hermann Kubik       | Österreich         | 8:29,1     |

## Finale
| Rang | Athleten                        | Nation             | Zeit (min) |
| ---- | ------------------------------- | ------------------ | ---------- |
| 1    | Jack Beresford Leslie Southwood | Großbritannien     | 7:20,8     |
| 2    | Willi Kaidel Joachim Pirsch     | Deutsches Reich    | 7:26,2     |
| 3    | Roger Verey Jerzy Ustupski      | Polen              | 7:36,2     |
| 4    | André Giriat Robert Jacquet     | Frankreich         | 7:42,3     |
| 5    | John Houser Bill Dugan          | Vereinigte Staaten | 7:44,8     |
| 6    | Bill Dixon Herb Turner          | Australien         | 7:45,1     |